# 테투안 (마드리드)
테투안(스페인어: Tetuán)은 스페인 마드리드의 행정구 중 하나이다.

## 지역

테투안

테투안은 6개의 다음과 같은 지구가 있다.
- 알레메나라
- 벨라스비스타스
- 베루구에테
- 카스틸레호스
- 콰트로카미노스
- 발데아케데라스